# Katarina Gäddnäs
Katarina Gäddnäs, född 1970 i Finström på Åland, är en finlandssvensk journalist och författare.
Katarina Gäddnäs studerade teologi vid Åbo Akademi i början av 1990-talet. Hon var en av tolv deltagare  2001-02 i Åbo Akademis första författarutbildning Litterärt skapande.
Hon har bland annat varit journalist.